# Cane da presa

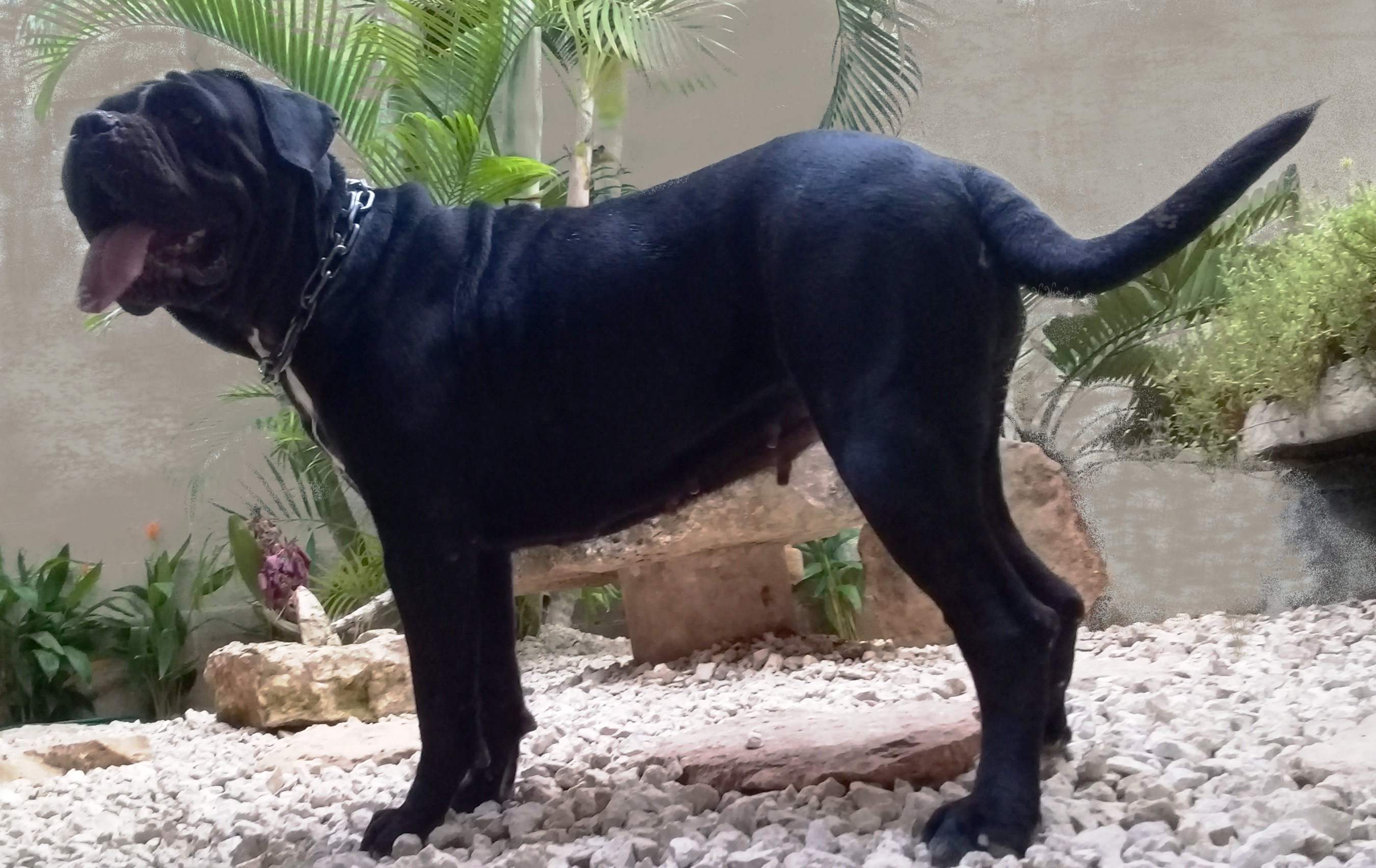
Cane da Presa Ejemplar 2019

El Cane da Presa Meridionale (italiano para "Perro de presa Meridional") es la antigua variante del Mastín napolitano. Antes de 1946 no había ninguna distinción entre el Mastín napolitano, el Cane Corso y el Cane da Presa, estos eran sencillamente tres nombres diferentes para el mismo perro. En Italia, a este animal en particular se le ha llamado desde la antigüedad 'cane da presa', los otros nombres son de origen más moderno. Entusiastas del mastín italiano original han empezado una organización que está intentando reunir a los especímenes restantes que se adhieren al estándar de 1946 del mastín napolitano.
Este es el segundo rescate que se realiza de esta proto-raza.